# Victoria II
A Victoria II a napóleoni háborúk vége és a második világháború közötti időszak (1836-1936) történelmét feldolgozó stratégiai játék, amelyet a svéd Paradox Developmental Studio fejlesztett és a Paradox Interactive adott ki 2010. augusztus 13-án. A Mac OS X verzió 2010. szeptember 17-én jelent meg.
A Victoria II-ben, elődjéhez, a Victoria: Empire Under the Sun-hoz hasonlóan, körülbelül 200 állam valamelyikét irányíthatja a játékos, a választott állam gazdaságát, tudományos fejlődését, belügyeit, diplomáciáját és hadseregét felügyelve. A játék fő fókusza az államok belső fejlődése, a nemzetiségi kérdéstől a politikai pártok versengésén át az osztályharcig. Az elődjéhez képest az események sokkal dinamikusabbak, s az adott körülményektől függenek, nem a történelmi időponttól. A játék többjátékos módja egyszerre akár 32 játékos részvételét is támogatja.
A kritikusok igen pozitívan fogadták a játékot, átlagosan 75-81 pontot kapott a 100-ból.

## Fejlesztés
A 2003-ban megjelent Victoria: Empire Under the Sun folytatását 2009. augusztus 19-én jelentették be a GamesCom kiállításon. Ekkor Johan Andersson, a Paradox Developmental Studio vezető programozója vázolta, hogy milyen változások várhatóak az új játékban, s bemutatták az első képet a játékból, ami Európa térképet mutatta pár kezelői felület elemmel együtt.
A bejelentést követően nem sokkal a Paradox Interactive elnöke, Fredrik Wester nyilvánosan kijelentette, hogy az előző rész igen rossz eladási adatai következtében nem támogatta az új játék fejlesztését, és kopaszra borotváltatja magát, ha a játék valaha profitot hoz. Johan Andersson viszont az elejétől bízott a projektben, a fórumos közvélemény-kutatás és a fejlesztőcsapat értékítéletére alapozva. Végül abban állapodtak meg, hogy amennyiben a játék sikeres lesz úgy Frekdik kopaszra borotváltatja a fejét, ellenkező esetben viszont ő egymaga dönthet a fejlesztő csapat következő játékáról. 2010. június 17-re az előrendelések alapján már látszott, hogy a játék financiálisan is jól fog teljesíteni, így Frekrik megkérte Jessica Chobot-ot az IGN-től, hogy borotválja meg. Az eseményről készül kép a twitterre került.
A játékot fejlesztették Johan Andersson (producer, tervező és programozó), Thomas Johansson (projekt manager és programozó), Christopher King (tervező és tesztelő), Dan Lind, Fredrik Zettermana, Olof Björk, Henrik Fåhraeus, Björn Johannessen, Sara Wendel-Örtqvist (programozók), Jonas Jacobsson, Fredrik Persson (grafikusok), Andreas Waldetoft és Max Wulfson (zene). A fejlesztés menetét és az új vagy átdolgozott játékjellemzőket fejlesztési naplók formájában osztották meg a közönséggel. A bejelentés és a megjelenés közötti időszakban 29 számozott fejlesztési napló és 2 bónusz fejlesztési napló jelent meg.
A Victoria II motorja a Clausewitz Motor (1.0 verzió), amit először az Europa Universalis III-ban alkalmaztak, majd erre épült a Hearts of Iron III is.

## Játékmenet
A Victoria II-ben a világ körülbelül 200 országa közül bármelyiket játszhatod az 1836-tól 1936-ig terjedő időszakban. A játékos több eszközzel is befolyásolhatja országának belső folyamatait és nemzetközi megítélését. A játék valós idejű, az időegység 1 nap. A Victoria I-hez képest nincs benne előre definiált, meghatározott időponthoz köthető történelmi esemény. E helyett a körülményeknek egy olyan körét fogalmazták meg, amely teljesülésekor az adott esemény bekövetkezik (például az Osztrák – Magyar kiegyezés).
A játék fő képernyőjén a Föld, nagyítható-kicsinyíthető térképét láthatjuk. A képernyő felső részén levő ikonok választásával az ipari termelés, az államháztartás, a technológia, a politika, a népesség, a kereskedelem, a diplomácia és a hadsereg egyedi irányítását lehetővé tevő ablakokat hívhatjuk elő, illetve ezen ágazatokról a legfontosabb információkat (például az államháztartás egyenlege vagy az ezredeink száma). A képernyő bal alsó részén találjuk a mini térképet, amellyel a térkép bármely részére ugorhatunk, valamint ettől balra láthatjuk a világ történéseit listázó üzenetablakot.
A fő térkép különböző módokban jeleníthető meg, amelyen nyomon kísérhetjük népességünk alakulását, az infrastruktúra szintjét, a befolyási övezetünket, ezredeink ellátottságát vagy a többi állammal való viszonyunkat. A térképen kiválaszthatjuk a provinciákat, amelyekről bővebb információkat tudunk így meg, illetve sajátjaink esetében építkezéseket indíthatunk innen. Továbbá a térképen irányíthatjuk hadseregeinket és tengeri flottáinkat.

### Népesség
A Victoria sorozatban a népesség pontos modellezése van a fókuszban, hiszen az nacionalista mozgalmak, az osztályharc, a migráció és politikai nézetek változása kiemelkedő fontosságú az adott időszakban. Ennek megfelelően minden személy vallása, nemzetisége és osztálya számon van tartva. Az egyes népességek továbbá különböző tudatossági szinttel, harciassággal, műveltséggel rendelkeznek, mást tartanak fontosnak az állam részéről, s politikailag más pártokat támogathatnak.
A lehetséges vallások: kereszténység (katolikus, protestáns, ortodox, kopt), iszlám (szunnita, síita), judaizmus, mahájána, gelugpa, hínajána, hinduizmus, sintó, szikhizmus és animizmus.
A lehetséges nemzetiségeket nagyobb csoportokba osztják: német (észak-német, dél-német, askenázi), beneluxi (holland, flamand, vallon), svájci, skandináv (svéd, dán, norvég, izlandi, finn, lapp), angol (angol, ír), olasz (észak-olasz, dél-olasz, máltai), ibériai (baszk, katalán, spanyol, portugál), francia, dél-szláv (horvát, szerb, bolgár, albán, szlovén, bosnyák), román, magyar, lengyel (lengyel, litván), cseh-szlovák (cseh, szlovák), keleti-szlávok (orosz, belarusz, ukrán, uráli), balti (lett, észt), levanti (görög, örmény, grúz, szefárd), török-semita (török, azerbajdzsáni, észak kaukázusi), arab (maghrebi, misri, mashriqi, beduin, berber), iráni-turáni (perzsa, üzbég, kazakh, kirgíz, tadzsik, újgúr, pastu, baluchi, hazara, türkmén, kurd, tatár), közép-ázsiai (mongol, szibériai, jakut, tibeti), dél-ázsiai (assamese, bengáli, bihari, manipuri, napáli, oriya, sinhala, avadhi, kanauji, panjabi, kashmiri, gujarati, marathi, sindi, rajput, kannada, malayalam, tamil, telegu), délkelet-ázsiai (vietnami, khmer, maláj, fülöpszigeteki, jávai, moluccan, táj, lao, shan, burmai, kisebb ázsiai nép, kachin, karen), kelet-ázsiai (japán, mancsu, beifaren, nanfaren, korai, ainu, hakka, miao, min, zhuang, yi, yue), oceániai (polinéz, hawaii, maori, aborigine, melanéz, mikronéz), amerikai bennszülött (zapotec, maja, nahua, tarascan, quechua, guarani, aimara, amazonian, patagonian, guajiro, tupinamba, metis, dakota, cherokee, pueblo, inuit, cree, navajo, kisebb indián nép), amerikai (jenki, dixi, texaszi), új-európai kultúrák (búr, ausztráliai, anglo-kanadai, francia-kanadai), latin-amerikai (mexikói, közép-amerikai, caribeno, észak-andoki, dél-andoki, platinean, brazil), afrikai diaszpóra (afro-amerikai, afro-karibi, afro-karibeno, afro-brazil, afro-antilláki), nyugat afrikai (yoruba, wolof, tuareg, tiv, songhai, senufo, mossi, maures, mande, kru, ibo, ibibio, hausa, fulbe, fon, ewe, edo, dyula, bambara, akan), közép-afrikai (kisebb afrikai, teda, sara, mongo, lunda, luba, kanuri, fang, baguirmi, bakongo), kelet-afrikai (unyamwezi, tigray, swahili, sukuma, sudanese, somali, sidama, rundi, ruanda, oromo, nuba, nuer, maasai, luo, kikuyu, fur, dinka, beja, baganda, azande, afar, amhara), dél-afrikai (zulu, yao, xhosa, tswana, tonga, sotho, shona, sena, ovimbundu, nguni, malagasy, makua, lomwe, khoisan, herero, chewa). Mint látható igen részletesen nemzetiségi felosztás van a játékban lehetővé téve az országokon belüli nemzetiségi konfliktusok modellezését.
Az osztályok tekintetében az emberek három vagyoni szintre (gazdag, középosztály és szegények) és ezeken belül összesen 12 osztályba vannak sorolva. Gazdagok az nemesség és a kapitalisták, a középosztályt a kézművesek, hivatalnokok, katonatisztek, papok/tanítók és a mérnök képviselik, míg a szegények a gyári munkás, a paraszt, a bányász, a katona és a rabszolga.

Az egyes osztályok közötti mobilitás, az asszimiláció és a megtérés fontos része az államalkotó népességek dinamikájának.

### Belügyek és politika
Az ország államformája és vezető pártja meghatározza, hogy az állam hogyan áll hozzá a valláshoz, a nemzetiségekhez, a választáshoz, vagy a háborúhoz. Ezen csak úgy lehet változtatni, ha elegen kívánják (reformok) vagy, ha egy győzedelmes lázadást követően. A demokrácia mellett a legkülönfélébb diktatúrák lehetségesek, az abszolút királyságtól kezdve, az alkotmányos királyságon, prezidenciális diktatúrán át, a proletárdiktatúráig vagy fasiszta diktatúráig. Ha minden jól megy, akkor az emberek elégedettek, ha kevésbé, akkor viszont változásokat fognak követelni. A reformok kihatnak a választási rendszerre, a gyülekezési jogra, az egészségügyre, a munkaidőre, a nyugdíjra, az oktatásra vagy a szakszervezetek létére. Mindez vagy egyes társadalmi rétegeket hoz helyzetbe, vagy segíti őket, de közben terhet ró az államháztartásra. A túl kései és a túl korai reformok ugyanúgy lázadást eredményezhetnek. Egyensúlyoznunk kell az egyes osztályok támogatásával is, mert bizony könnyen valamilyen szélsőséges államformában találhatjuk magunkat (ami vagy segítheti céljainkat vagy nem, például terjeszkedéshez jobb valami erősen jobboldali kormánnyal rendelkezni, de a gazdasági növekedést például a liberális pártok segítik elő).
Demokratikus államokban rendszeresen tartanak választásokat, amely előkészítéseként bizonyos társadalmi vitákban állást foglalva valamelyest befolyásolhatjuk a választás kimenetelét (de alapvetően a népességünk beállítottságától fog függeni).
Népességünk békessége attól függ, hogy mennyire szolgáljuk ki politikai akaratukat, illetve – főleg -, hogy mennyire tudják jövedelmükből szükségleteiket biztosítani.

### Gazdaság és államháztartás
Minden provinciában valamilyen forrást aknáznak ki a parasztok (gabona, hal, marha, fa, gyümölcs, gyapjú, dohány, gyapot, tea, kávé, trópusi fa, selyem, ópium, festék, gumi) vagy a bányászok (vas, arany, szén, kén, olaj). Ezeket az alapvető javakat vagy közvetlenül, vagy kézművesek és a gyárak által előállított termékként fogyasztják az emberek. A gyárakat vagy mi építhetjük (államkapitalizmus, abszolút monarchia) vagy liberális államokban csak a kapitalistáink tehetik ezt (de akkor nekünk nem is kerül ez pénzbe). A gyárak megjelenésével a szegények egy része gyári munkássá válik, s megjelenhet a munkanélküliség (a parasztságnak és a bányászoknak mindig van munkája, legfeljebb nagyon kevés pénzből kell megélniük). A munkanélküliség természetesen problémát okoz, s lázadáshoz vezethet. A munkanélküli segély, vagy a veszteséges gyárak támogatása meg a büdzsét csökkenti.
A gyárakban előállított termékek a világpiacra kerülnek, ahonnan – ha van elég – mindenki vehet, s ahol mindenki eladhat (ha van aki megvegye). A termékek ára a kereslet – kínálat alakulásától függ. Vannak termékek, amelyek a játék elején drágák, de a végére olcsóvá válnak, s vannak, amelyek a vége felé (XX. század elején) lesznek fontosak.
A különböző néprétegek adóznak, illetve a kereskedelemre vámok vethetők ki, ebből gazdálkodhat az állam. Az állam a hadseregre, infrastruktúra fejlesztésre, oktatásra, adminisztrációra és jóléti kiadásokra költhet.

### Diplomácia
A Victoria II-ben minden állam rendelkezik egy ranggal, ami a presztízsének, iparának és katonai erejének aggregált mérőszáma. Az első nyolc ország nagyhatalom, a következő nyolc ország másodlagos hatalom. A többi országnak nincs különleges státusza, de lehetnek civilizáltak vagy civilizálatlanok.
A nagyhatalmaknak van befolyási övezete, államok, amelyek bár nem vazallusai, de pozitívan értékelik a nagyhatalom minden mozdulatát és áruikat inkább adják el a nagyhatalomnak, vagy vesznek tőle, mint más nemzetek. Minden nem nagyhatalom ország felé befolyás akkumulálódik, amelyet vagy a kapcsolatok elmélyítésére, vagy más nagyhatalmak befolyásának csökkentésére fordíthatunk.
A nagyhatalmak és másodlagos hatalmak képesek a még nem kolonizált területek kolonizálására. Ilyen terület a játék kezdetén Fekete-Afrika nagy része, Kanada északi része, az USA későbbi nyugati része, Óceánia, Közép-Ázsia és Szibéria. A kolonizálás évekig tart, s a végén, ha más ország meg nem előz, az adott provincia kolóniává válik.
A kolóniákon elérhető egzotikus termékek és a kolonizálással járó presztízs hasznot hajtó vállalkozássá teszi a kolonizálást.
Minden független állam képes a többi állammal megállapodásokat kötni és a köztük levő viszonyt javítani vagy rontani. Szövetségek köthetők, de háború is így robbantható ki.
Bár szinte bárkit megtámadhatunk, de ha nincs kellő megalapozottsága, akkor a többi ország ferde szemmel nézhet ránk, s megtámadhat minket. A háborúknak mindig célja van, legyen az a másik állam presztízsének megnyirbálása, hadseregének alacsony szinten tartása, vagy valamely területének bekebelezése. A háborúkat lezáró békekötés is diplomáciai cselekedet.

### Hadsereg és háború
A hadsereg alapja az ezredek, amelyeket vagy a katonai népességünkből toborzunk állandó szolgálatra, vagy – megfelelő fejlettség mellett – a szegények felfegyverzésével toborzott hadsereget hozhatunk létre. A felfegyverzéshez idő kell, s a dolgos kezek hiányozni fognak a betakarításkor. Egy ezred lehet irreguláris, gyalogság, tüzérség, lovasság, dragonyos, nehéz lovasság, huszár, gárda, hadmérnök, tank vagy repülő. A haditengerészet 9 hajóosztályt ismer: klipper, vitorlás csapatszállító, gőzös csapatszállító, fregatt, kereskedelmi fosztogató, páncélos hadihajó, csatahajó, cirkáló, sorhajó, monitor, modern hadihajó.
Az ezredekből álló hadseregek élére tábornokokat, a hajóhadak élére admirálisokat nevezhetünk ki. Minél fejlettebb katonai tradícióval bírunk annál jobb főtisztjeink lehetnek, akik jelentősen javíthatják (de ronthatják is) hadseregünk képességeit. A harcok figyelembe veszik a terepet, a védműveket, a két sereg technikai fejlettségét, a seregek összetételét. A harcok végén a vesztes sereg visszavonul vagy megsemmisül. A veszteségek nemcsak a sereg létszámát, de a hozzá kapcsolódó népességet is csökkentik.
Az ellenséges provinciák elfoglalásával, az ellenség kikötőinek blokád alá vonásával, illetve seregeinek és flottáinak megsemmisítésével győzelmi pontokat gyűjtesz, amelyek háborús célok elérésére lehet váltani a béketárgyalások folyamán.

### Tudományos, kulturális és technológiai fejlődés
A játékban 150 különböző technológia van öt kategóriába osztva (hadsereg, haditengerészet, kereskedelem, kultúra és ipar). Mindig egy technológia fejlesztése lehet fókuszunk, s országunk műveltségétől, a papság és mérnökök számától, a pluralizmusunktól és a meglevő technológiák nyújtotta bónuszoktól függő sebességgel tudjuk azt befejezni. A kifejlesztett technológiák lehetővé teszik a találmányokat, amelyek kisebb, nagyobb további bónuszokat adnak.

## Fogadtatás
| Összegzőoldal | Értékelés |
| ------------- | --------- |
| GameRankings  | 76%       |
| Metacritic    | 75/100    |

| Szerző        | Értékelés |
| ------------- | --------- |
| GameSpot      | 7,5/10    |
| PC Gamer (UK) | 76/100    |

A kritikusok igen pozitívan fogadták a játékot, ami átlagosan 75-81 pontot kapott 100-ból. A Paradox Interactive többi játékához hasonlóan ez a játék is túl bonyolultnak tűnhet az alkalmi játékos számára, mert rengeteg kis dolog befolyásolja a végkimenetet. A kiadó így a stratégiai játékok kedvelőire fókuszál. A fejlesztők viszont megtettek mindent, hogy aki szeretne az beletanulhasson a játékba: van ismertető, rengeteg felugró szöveges segítség és átdolgozott kezelői felület. Az előző rész több mikromenedzsmentet igénylő részét automatizálták (például a népesség előléptetését, vagy a kereskedelmet).
A negatív kritikák az 1880-as éveket követően állandósuló és szinte irányíthatatlan tömeges lázadásokat illetve a migrációk túlzó mértékét említették.

## Kiegészítések

### A House Divided
A 2011. október 4-én bejelentett A House Divided (egy önmagával meghasonlott ház) kiegészítő neve Lincoln híres beszédére utal, amelyben a rabszolgatartás ellen foglal állást. A névnek megfelelően új kezdési lehetőség az amerikai polgárháború 1861-es kezdete. A kiegészítő többi tartalma viszont nem erre a konfliktusra fókuszál.
Lehetőség más államok iparába és infrastruktúrájába fektetni, ezzel szorosra vonva az országok közötti kapcsolatokat. Háborút csak akkor lehet vívni, ha van casus belli, amit általában előre fabrikálni kell. A civilizálatlan népek új módokon is eljuthatnak a civilizált népek táborába. Összetettebb politikai rendszer, új nemzeti célok és új típusú reformok. Népi mozgalmak szerveződnek reformok vagy nemzetiségi célok eléréséért. Ha nem teljesül kívánságuk, s nem nyomják el őket idővel lázadni fognak. Új térkép módok, mint a népesség, nemzetiség, befolyási övezet, pártpreferencia, ország rang, civilizációs szint és migráció.
A kiegészítő 2012. február 2-án jelent meg.

### Heart of Darkness
A Victoria II második kiegészítőjét a Heart of Darkness-t 2013. február 7-én jelentették be és 2013. április 16-án jelent meg. A kiegészítő neve az Afrikai kontinensre és a kolonizációra utal, fő fókusza is a kolonizációs rendszer átalakítása. A kolonizációban ezt követően a haditengerészetnek is nagy szerepe lesz. A tengeri csaták rendszere is megújult. A katonai egységek jellemzőit átírták, kicsit a szerepüket is újra definiálták. Bevezették az ostrom jellemzőt. A gyárak bónuszt kapnak a termelésre, ha az általuk használt bemeneti termékeket helyben állítják elő. A világ híreit a játszott ország stílusában levő újsághírek formájában olvashatja a játékos. A civilizálatlan országok háború útján is civilizálódhatnak.
A GameStar kritikájában 82 pontot kapott a 100-ból.